# 9 août 1910
Le mardi 9 août 1910 est le 221e jour de l'année 1910.

## Naissances
- Michel Fardoulis-Lagrange (mort le 26 avril 1994), poète français
- Pierre Juhel (mort le 26 juillet 1980), journaliste français
- Robert van Gulik (mort le 24 septembre 1967), diplomate néerlandais
- Roger Foirier (mort le 19 janvier 1989), militant trotskiste français

## Décès
- André Pelletan (né le 15 décembre 1848), scientifique français
- Huo Yuanjia (né le 18 janvier 1868), pratiquant de Mizong Quan

## Événements
- installation de Marc Chagall à Paris